# Omarama
Omarama egy kistelepülés a 8-as főút és a 83-as főút kereszteződésénél, a Mackenzie-medence déli végénél, Új-Zéland Déli-szigetén. Omarama a Waitaki kerületben található, a Canterbury régió déli részén. A város északi része közelében folyik az Ahuriri folyó. 
Omarama egy vidéki szolgáltatásközpont, amely közepes mértékben fejlődött az ide települő horgászoknak, művészeknek, csillagászoknak, vitorlásrepülősöknek, illetve síelőknek és turistáknak köszönhetően. A település lakóinak jelentős részét a Meridian Energy Limited vállalat alkalmazza, amely egy állami tulajdonú energiaipari vállalat. A cég üzemelteti a közelben fekvő vízturbinákat és vízerőműveket, melyek az ország vízenergia termelésének részét képezik. 
Maori nyelven Omarama annyit tesz: A fény helye. Azért kapta ezt a nevet, mert az égbolt errefelé szokatlanul tiszta.

## Mezőgazdaság
Bár az országban főleg juhtenyésztés folyik, azonban Omarama környékén inkább a szarvasmarha-tenyésztés terjedt el és tejtermelésre álltak át a helyi farmgazdaságok a csökkenő kereslet és a csökkenő világpiaci árak miatt, valamint a tejiparban bekövetkezett jövedelmi fejlődés miatt.
A változás a helyi tussock füves pusztákat is érintette, melyeket inkább felszántottak és legelőként hasznosítják azokat. Ehhez új öntözőrendszereket is ki kellett építeni. Manapság a nagy kiterjedésű, sugaras öntözőrendszerek dominálják a látképet. 
A világgazdaság változásai miatt azonban néhányan újabb lehetőségek után néztek a mezőgazdaság terén, ezért elindult a bioüzemanyagoknak szánt növények termesztése is a régióban.

## Horgászat
Számos folyón és tavon lehet a településen és környékén rekreációs célból horgászni. A település közelében fekvő Ahuriri-folyó kedvelt célpont a légyhorgászat kedvelői között.

## Csillagászat
Omarama ad otthont egy téli úgy nevezett csillag partynak. Ilyenkor a településen kikapcsolják a közvilágítást és a házaknál is lekapcsolják a lámpákat és a csillagos eget kémlelik az idelátogatók. A közelben, a Benmore-csúcson található a Benmore Peak Observatory, mintegy 13 kilométernyire, északra. 

## Vitorlásrepülőzés
A kedvező szélviszonyoknak köszönhetően a vidék világszerte ismert és elismert vitorlásrepülős helyszín. Ez volt az 1995-ös vitorlásrepülő világbajnokság helyszíne. Számos nemzeti és világrekordot döntöttek meg az innen felszálló vitorlázórepülősök. Nem ritkán több száz kilométerre is el tudnak jutni a Déli-Alpok hegyormai felett az innen felszálló repülősök. Az Omarama Vitorlás Klub és további vitorlás repülőklubok is a településen találhatóak. 